# Étienne Claude Voysard
Étienne Claude Voysard, né à Paris en 1746 et mort en octobre 1807, est un graveur français.

## Biographie
Actif à Paris, son atelier était situé 14 rue Saint-Hyacinthe puis 18, rue de la Harpe et enfin 836, rue Saint-Benoit, faubourg Saint-Germain en 1812.
Il fut élève de Bernard Baron et le maître de Gabriel Marchand (né vers 1755). Il était le graveur ordinaire du comte d’Artois.

## Œuvres
- Premier édit de Louis XVI (1774).
- Graveur de l’œuvre de Ranson : Œuvres contenant un recueil des trophées, attributs cartouches, vases, fleurs, ornements et plusieurs dessins agréables pour broder des fauteuils composés et dessinés par Ranson, et gravés par Berthault et Voysard, 1778. Vingt cahiers de six pièces et un titre.
- Planches pour la Galerie des modes et costumes français, publiée par Esnauts et Rapilly, (1778-1779).
- Combat entre les frégates la Surveillante et le Québec à Ouessant en octobre 1779, décennie 1780[4].
- Bâtiment construit pour la naissance du Dauphin, (1781), devant l’Hôtel de Ville de Paris, d’après Desrais[5].
- L’Allaitement maternel encouragé d’après Borel (1784)[6].
- Le Maréchal des logis, d’après Borel, rappelant le trait de courage de Louis Gillet, célébré par Gaucher et par Wille, (1786)[7].
- Un portrait historié du même Louis Gillet (1786)[8].
- Combat de la Hougue, d’après l’estampe de Woollett de 1781, se vend à Paris, rue de Gevre, chez Isabey, c. 1790. 28,5 × 33 cm, vente Grosvenor Prints, London, octobre 2009, lot 310.
- Mirabeau, d’après Borel, (1795)[9].
- La Promenade du Boulevard Italien ou le petit Coblenz, d’après Desrais (1797), in-4[10].
- Sonnini[11], Palissot, Boileau en 1798, in-4, portraits pour des livres.
- Le Don intéressé, la Morale inutile, d’après Borel.
- La Sultane fidèle, d’après Le Brun.
- L’Innocence inspire la tendresse, d’après Fragonard.

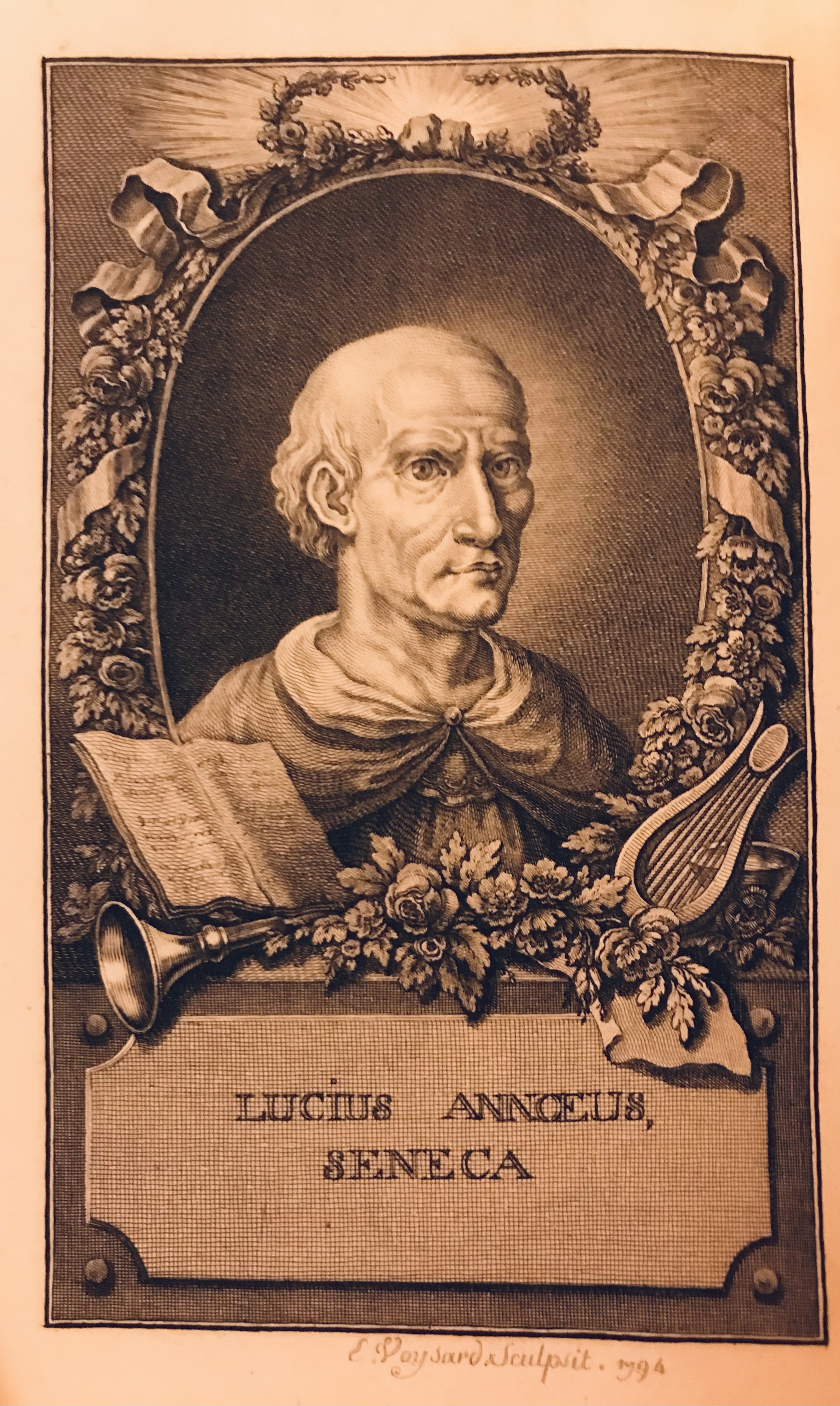

- Portrait de Sénèque, dans les Œuvres , 1794, Chez Letourmi le jeune, À Tours.
- Quelques vignettes.